# Élections législatives niuéennes de 2011
Des élections législatives se sont tenues à Niue le 7 mai 2011. Il s'agissait d'élire les vingt membres de l'Assemblée nationale. Quatorze députés furent élus en tant que représentants des villages, et six furent élus hors circonscription. Il y avait environ 600 électeurs inscrits ; Niue est l'un des plus petits pays du monde.
Depuis 2003, il n'y a pas de parti politique à Niue, et les candidats étaient donc inscrits à titre indépendant.

## Résultats

### Assemblée nationale
Dix-neuf des vingt députés sortants furent candidats à la réélection ; l'exception fut O'Love Jacobsen, qui avait quitté la politique de l'île pour être nommée haut commissaire de Niue en Nouvelle-Zélande. Seize sortants furent réélus, ou reconduits sans opposition ; trois furent battus.

#### Hors circonscription
Dix-sept candidats ont concouru pour les six sièges dont les députés sont élus au scrutin national. Parmi eux, le premier ministre sortant, Toke Talagi, qui arriva en tête et conserva ainsi son siège à l'Assemblée. Il fut l'un des trois sortants reconduits ; les sortantes Esther Pavihi et Maihetoe Hekau furent battues, et trois nouveaux députés firent leur entrée à l'Assemblée,
Résultats complets :
| Candidat         | Voix | %       | Élu ?  | +/-%   |
| ---------------- | ---- | ------- | ------ | ------ |
| Toke Talagi      | 467  | 10,49 % | réélu  | -0,2 % |
| Terry Coe        | 429  | 9,64 %  | réélu  | -0,5 % |
| Joan Viliamu     | 366  | 8,22 %  | élue   | +1,6 % |
| Stan Kalauni     | 360  | 8,09 %  | élu    | +4,1 % |
| Togia Sioneholo  | 326  | 7,32 %  | réélu  | -0,4 % |
| Crossley Tatui   | 324  | 7,28 %  | élu    | n/a    |
| Opoleta Tiaka    | 297  | 6,67 %  | battu  | n/a    |
| Asu Pulu         | 289  | 6,49 %  | battu  | n/a    |
| Maru Tafagi      | 270  | 6,06 %  | battu  | n/a    |
| Esther Pavihi    | 250  | 5,62 %  | battue | -1,7 % |
| Maihetoe Hekau   | 242  | 5,44 %  | battue | -1,8 % |
| Lofa Rex         | 210  | 4,72 %  | battu  | n/a    |
| Willie Papani    | 195  | 4,38 %  | battu  | n/a    |
| Grace Talagi     | 169  | 3,80 %  | battue | n/a    |
| Laga Lavini      | 159  | 3,57 %  | battu  | n/a    |
| David Poihega    | 67   | 1,50 %  | battu  | n/a    |
| Vilikaua Vilikai | 32   | 0,72 %  | battu  | n/a    |

#### Circonscriptions
Le pays est divisé en quatorze circonscriptions, la plupart correspondant à un village, et chacune élisant un député (quelle que soit sa population). La capitale, Alofi, est divisée en deux circonscriptions. Dans six circonscriptions, le député sortant était le seul candidat, et fut donc automatiquement reconduit. Dans les huit autres, il y avait deux ou trois candidats, mais le député sortant fut réélu partout sauf à Makefu, où le sortant (Tofua Puletama) termina en deuxième position. Voici les résultats, :
Alofi nord
Dans le nord de la capitale, la sortante Vaainga Tukuitonga obtint la plus large victoire, avec plus de trois quarts des suffrages.
| Candidat           | Voix | %      | Élu ?  | +/-%                                      |
| ------------------ | ---- | ------ | ------ | ----------------------------------------- |
| Vaainga Tukuitonga | 62   | 77,5 % | réélue | n/a (n'avait pas eu d'adversaire en 2008) |
| Roz Hipa           | 18   | 22,5 % | battue | n/a                                       |

Alofi sud
| Candidat        | Voix | %       | Élu ? | +/-%    |
| --------------- | ---- | ------- | ----- | ------- |
| Dalton Tagelagi | 116  | 60,42 % | réélu | +26,1 % |
| Charlie Togahai | 76   | 39,58 % | battu | +16,2 % |

Avatele
| Candidat     | Voix                   | %   | Élu ?     | +/-%                                      |
| ------------ | ---------------------- | --- | --------- | ----------------------------------------- |
| Billy Talagi | n/a (pas d'adversaire) | n/a | reconduit | n/a (n'avait pas eu d'adversaire en 2008) |

Hakupu
Cette élection vit s'affronter l'ancien premier ministre Young Vivian (2002-2008) et Michael Jackson, le seul journaliste du pays, député de 1993 à 2008 qui cherchait à retrouver un siège. Vivian, qui n'avait pas eu à affronter d'adversaire à Hakupu en 2008, parvint à écarter son opposant à quatre voix près, et conserva son siège.
| Candidat        | Voix | %       | Élu ? | +/-%                                      |
| --------------- | ---- | ------- | ----- | ----------------------------------------- |
| Young Vivian    | 33   | 53,23 % | réélu | n/a (n'avait pas eu d'adversaire en 2008) |
| Michael Jackson | 29   | 46,77 % | battu | n/a                                       |

Hikutavake
L'une des plus petites circonscriptions vit s'affronter les mêmes adversaires qu'en 2008. Opili Talafasi avait alors battu Pamela Togiakona à une voix près (quinze voix contre quatorze) ; cette fois, l'écart fut de deux voix, toujours en sa faveur.
La nuit de l'élection, un incendie criminel détruisit la maison de Martin Talafasi, fils du député, et des bagarres éclatèrent dans le village. La candidate perdante, Pamela Togiakona, fut arrêtée avec plusieurs autres personnes, et inculpée pour coups et blessures ; elle fut par la suite relaxée. Deux hommes plaidèrent coupable, l'un pour coups et blessures, l'autre pour la destruction d'un poste de télévision. Un troisième homme fut inculpé pour l'incendie criminel.
| Candidat         | Voix | %       | Élu ?  | +/-%   |
| ---------------- | ---- | ------- | ------ | ------ |
| Opili Talafasi   | 13   | 54,17 % | réélu  | +2,5 % |
| Pamela Togiakona | 11   | 45,83 % | battue | -2,5 % |

Lakepa
| Candidat         | Voix                   | %   | Élu ?     | +/-%                                      |
| ---------------- | ---------------------- | --- | --------- | ----------------------------------------- |
| Halene Magatogia | n/a (pas d'adversaire) | n/a | reconduit | n/a (n'avait pas eu d'adversaire en 2008) |

Liku
| Candidat       | Voix                   | %   | Élu ?     | +/-%                                      |
| -------------- | ---------------------- | --- | --------- | ----------------------------------------- |
| Pokotoa Sipeli | n/a (pas d'adversaire) | n/a | reconduit | n/a (n'avait pas eu d'adversaire en 2008) |

Makefu
Dans ce qui s'avéra être le résultat le plus serré de cette élection, Salilo Tongia fut le seul candidat à battre un député sortant dans une circonscription. Il devança le sortant Tofua Puletama d'une seule voix.
| Candidat         | Voix | %       | Élu ? | +/-%    |
| ---------------- | ---- | ------- | ----- | ------- |
| Salilo Tongia    | 16   | 43,24 % | élu   | n/a     |
| Tofua Puletama   | 15   | 40,54 % | battu | -19,5 % |
| Charlie Tohovaka | 6    | 16,22 % | battu | n/a     |

Mutalau
| Candidat       | Voix | %       | Élu ? | +/-%                                      |
| -------------- | ---- | ------- | ----- | ----------------------------------------- |
| Bill Vakaafi   | 34   | 72,34 % | réélu | n/a (n'avait pas eu d'adversaire en 2008) |
| Ioane Makaseau | 13   | 27,66 % | battu | n/a                                       |

Namukulu
| Candidat            | Voix                   | %   | Élu ?     | +/-%                                      |
| ------------------- | ---------------------- | --- | --------- | ----------------------------------------- |
| Jack Willie Lipitoa | n/a (pas d'adversaire) | n/a | reconduit | n/a (n'avait pas eu d'adversaire en 2008) |

Tamakoutoga
Cette circonscription fut la seule où un candidat l'ayant emporté face à un adversaire en 2008 fut reconduit sans adversaire en 2011. Peter Funaki avait remporté le siège en 2008 avec 63,4 % des voix.
| Candidat     | Voix                   | %   | Élu ? | +/-% |
| ------------ | ---------------------- | --- | ----- | ---- |
| Peter Funaki | n/a (pas d'adversaire) | n/a | réélu | n/a  |

Toi
L'élection dans cette circonscription fut invalidée début 2012. En effet l'élu, Dion Taufitu, étant à Auckland et malade au moment de la prise de fonction des autres députés, le président du Parlement Hiva Levy le visita à Auckland pour qu'il y prête serment - dérogeant ainsi à la règle voulant que le serment soit prêté en public. À la suite d'une décision de la Haute Cour, une élection partielle fut programmée pour le 31 mars.
Les résultats ci-dessous sont ceux de l'élection initiale :
| Candidat           | Voix | %       | Élu ?  | +/-%   |
| ------------------ | ---- | ------- | ------ | ------ |
| Dion Taufitu       | 11   | 61,11 % | réélu  | -1,4 % |
| Hamouli Kaulima    | 4    | 22,22 % | battu  | n/a    |
| Lilivaka Muimatagi | 3    | 16,67 % | battue | n/a    |

Tuapa
| Candidat     | Voix                   | %   | Élu ?     | +/-%                                      |
| ------------ | ---------------------- | --- | --------- | ----------------------------------------- |
| Fisi Pihigia | n/a (pas d'adversaire) | n/a | reconduit | n/a (n'avait pas eu d'adversaire en 2008) |

Vaiea
| Candidat            | Voix                   | %   | Élu ?     | +/-%                                      |
| ------------------- | ---------------------- | --- | --------- | ----------------------------------------- |
| Taliatitama Taliati | n/a (pas d'adversaire) | n/a | reconduit | n/a (n'avait pas eu d'adversaire en 2008) |

### Premier ministre
Les députés devaient ensuite élire un Premier ministre, le 16 mai. Le sortant, Toke Talagi, fut réélu à ce poste par les députés, obtenant les suffrages de onze de ses pairs, face à huit pour Togia Sioneholo.
Le premier ministre devait ensuite nommer ses trois ministres, parmi les députés. Talagi reconduisit Pokotoa Sipeli au poste de ministre de l'Agriculture, lui confiant également (entre autres) le ministère de l'Éducation. Il nomma Halene Magatogia à des ministères incluant ceux de la Justice et des Travaux publics ; Joan Viliamu, nouvelle députée, obtint notamment le ministère de la Santé.